# Contact Air
Contact Air (Contact Air Flugdienst GmbH & Co) var ett tyskt regionalt flygbolag med huvudkontor i Stuttgart, Tyskland. Bolaget bedrev regelbunden trafik som en del av alliansen Lufthansa Regional. Dess huvudsakliga bas var Flughafen Stuttgart och bolaget var helägt av Gunther Eheim.

## Historia
Flygbolaget grundades och startade sin verksamhet 1974. Det grundades av Gunther Eheim som ett världsomfattande passagerare och charterbolag med en flotta bestående av Dassault Falcon 20 och Bombardier Learjet flygplan. Det blev det första flygbolaget i alliansen Lufthansa Regional i april 1996. Den 16 oktober 2003 övergick flygbolaget det nya Lufthansa Regional varumärket och inledde sin verksamhet som sådan i början av 2004.
Den 1 september 2012 köptes bolaget av OLT Express Germany. Alla flygningar genomförd av OLT Express Germany ställdes in den 27 januari 2013 och två dagar senare begärdes bolaget i konkurs. Detta medförde också att det före detta Contact Air upphörde att existera. 

## Flotta
| Flygplan   | Antal | Passagerare | Registationer                                                                    | Övrigt |
| ---------- | ----- | ----------- | -------------------------------------------------------------------------------- | --- |
| ATR 42-500 | 5     | 44          | - D-BMMM - D-BPPP - D-BQQQ - D-BSSS - D-BTTT                                     | Opereras av Lufthansa Regional |
| ATR 72-500 | 3     | 68          | - D-ANFI - D-ANFJ - D-ANFL                                                       | Opereras av Lufthansa Regional Är Leasade från ATR |
| Fokker 100 | 6     | 100         | - D-AGPH - D-AGPK - D-AFKA - D-AFKB - D-AFKE (ej trafik för tillfället) - D-AFKF | D-AGPH, D-AGPK, D-AFKA, D-AFKB och D-AFKF är Star Alliance målade D-AFKE:s landstället vek sig under en landning i Stuttgart, september 2009. Två opererar för Swiss International Air Lines och en för Lufthansa |

## Incidenter

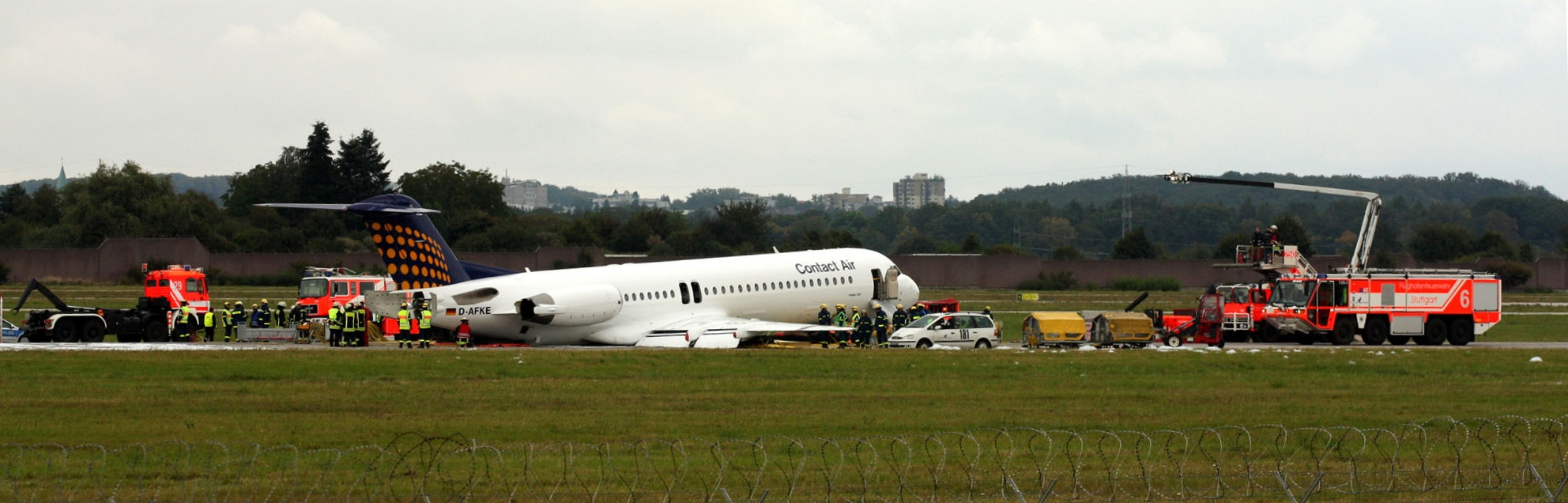
D-AFKE kort efter nödlandning den 14 september 2009 på Stuttgarts flygplats

Den 14 september 2009, Flight 288 från Berlin Tegel flygplats, opererade med en Fokker 100, D-AFKE gjorde en nödlandning på Stuttgarts flygplats på grund av underrede fel. Ingen av de fem besättningsmedlemmar och 73 passagerare, bland dem Franz Müntefering skadades.